# Naucalpan de Juárez
Naucalpan de Juárez là một đô thị thuộc bang México, México. Năm 2005, dân số của đô thị này là 821442 người.